# Bandera mundial

Bandera mundial en 2006.

La bandera mundial (the World Flag) es una bandera internacional creada en 1988 por el estadounidense Paul Carroll para aumentar la conciencia de los desafíos comunes para la humanidad con respecto a la globalización en el mundo actual. En centro de la bandera, hay un mapa del mundo rodeado por las banderas de 230 países y territorios, así como la bandera de la ONU.

## Historia

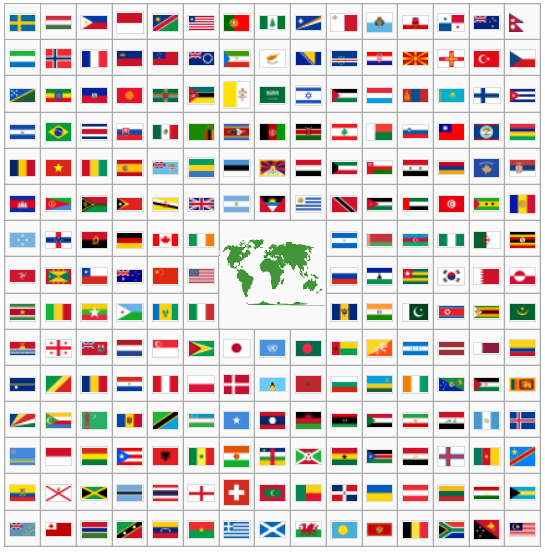
Esquema utilizado para la Bandera mundial (modelo 2011).

En 1988, mientras Carroll daba un paseo en bicicleta cerca de New Canaan (Connecticut), fue golpeado por una furgoneta de carga y quedó incapacitado. Con uso parcial de sus miembros, Carroll pasó el tiempo en su cama en convalecencia. Carroll salió de su rehabilitación con una meta: crear un símbolo de unidad y cooperación mundial que fuera reconocible y completo universalmente. Iniciaba el "World Flag Project" para fomentar la comprensión multicultural con énfasis en la geografía y problemas comunes para todo el mundo por medio de la exposición global de la Bandera mundial.
Trabajando con un juego de banderas del mundo (10 x 15 cm), Carroll pasó sus días configurando y reconfigurando diseños diferentes para la Bandera mundial original. Su meta era una bandera cuya concepción y simbolismo subyacente se pudieran entender fácilmente en todo el mundo, y también que se pudiera producir y fabricar. Su meta era crear un símbolo mundial que cambiara y desarrollara igual que el mundo. Quería que la Bandera mundial se agrandara orgánicamente, creando documentos históricos.
Su diseño de 1988 representaba los 159 miembros de la ONU con su bandera. Para crear una bandera rectangular de 13 x 13 (32.5 x 32.5 cm), Carroll eliminó una pieza 3 x 3 (7.5 x 7.5 cm) en el centro. Allí puso un mapa del mundo (el Mapa Dymaxion de Buckminster Fuller) y a modo de núcleo en torno al cual se expandía el diseño. Todas los mayores desafíos mundiales —la Guerra Fría, el apartheid en Sudáfrica, los problemas de Oriente Medio y otras cuestiones sociales y políticas— tenían un impacto sobre el diseño.
Carroll cambió el diseño de la bandera en 1992. Con el fin de la Guerra Fría, la disolución de la Unión Soviética y Yugoslavia, el fin del apartheid y la tendencia continua de una economía más global, era evidente que era necesario actualizar el diseño para incluir el mundo entero, más allá de los primeros miembros del ONU. Así que la bandera comprende actualmente en total 230 banderas, y en ella figura una representación de la Tierra más reconocible del espacio.
En 2006, los fundadores se reunieron en Portland, Oregón para finalizar un diseño actualizado después de 14 años. En febrero de 2007, pudieron fabricar una bandera real. Trabajaron en estrecha colaboración con Annin & Company para producir banderas con el último proceso avanzado de impresión digital.
El diseño volvió a cambiar en 2008 y luego en 2011. Para el diseño de 2011, las naciones árabes estaban formando la silueta de un ave en vuelo, en alusión a la Primavera Árabe.

## Simbolismo
- El mapa del mundo en el centro tiene un fondo blanco que simboliza paz y pureza, mientras que el verde representa la naturaleza.
- El blanco de Japón llama la atención hacia abajo, creando la imagen de un asta. Así que la bandera devuelve una bandera dentro de la Bandera mundial, y también simboliza una "P" por la paz.
- El fulcro de Santa Lucía, cuya triángulo llega al cielo, representa el frágil equilibrio ambiental entre la Tierra y sus naciones.
- Japón (a la izquierda) es uno de los países más ricos del mundo, y Bangladés uno de los más pobres.
- Exactamente encima del centro de la bandera están los tres signos del Sol en las banderas de Argentina, Antigua y Barbuda y Uruguay (de la izquierda hacia la derecha) que simbolizan los rayos de luz y esperanza dirigiendo a la bandera de Tíbet encima. Colectivamente, estas cuatro banderas representan el poder de luz vivificante que al mismo tiempo iluminan y dirigen sobre la bandera de Afganistán, la cual está flanqueada por Lesoto a la izquierda y Kenia a la derecha. Dentro de estas banderas hay símbolos de esperanza, paz y libertad que desafían el/los conflicto(s) internacional(es) que Afganistán se enfrenta hoy en día. Aquí, el sentido subyacente existe dentro de la historia tribal de esos países.

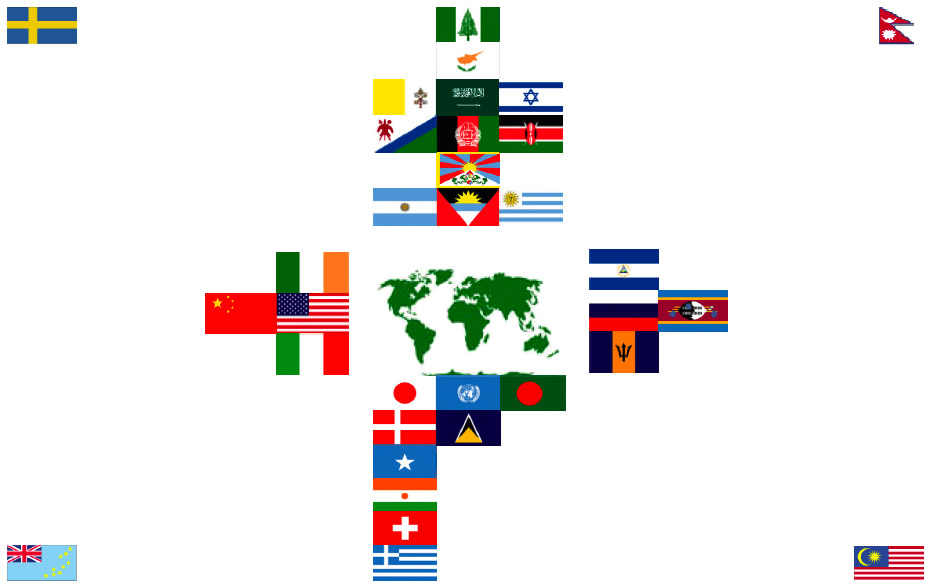
Simbolismo de la Bandera mundial (modelo 2006).

- Aunque no incluye todas las religiones del mundo, las tres banderas siguientes encima (Ciudad del Vaticano, Arabia Saudí e Israel) son un desafío simbólico para superar la política religiosa y encontrar un terreno común espiritual.
- Por encima de éstas, las ramas de olivo de Chipre simbolizan paz y esperanza.
- Encima, las raíces del árbol de Isla Norfolk se extienden al blanco de Chipre, representando a la paz como el terreno donde puede crecer nueva vida.
- Encima de la bandera de los Estados Unidos está la de Irlanda y debajo la de Italia, que representan el patrimonio multicultural del diseñador.
- A la izquierda de los EE. UU., está la bandera de China, que simboliza las tensiones opuestas de poder económico y militar en el mundo.
- Oponiendo el uno al otro a través del mundo, los EE. UU. y Rusia simbolzan el desafío de los poderes antagónicos cuyas acciones dan el impacto mayor en el mundo entero.
- En el diseño de 2006, a la derecha de Rusia estaba Suazilandia, cuya banda azul representaba estabilidad y el movimiento ruso hacia la libertad y la democracia. En el diseño de 2011, Lesoto está a la derecha de Rusia.
- Debajo de Rusia está Barbados, cuyo tridente sirve para simbolizar el surgimiento de Rusia del abismo del comunismo hacia un sistema de gobierno más democrático.
- Encima de Rusia está Nicaragua, bandera cuyo dibujo de azul y blanco corresponde visualmente con el azul y blanco de Rusia.
- Los cuatro rincones de la Tierra, en un lugar opuesto relativo en el mundo:
Suecia (encima a la izquierda)
Nepal (encima a la derecha)
Tuvalu (abajo a la izquierda)
Malasia (abajo a la derecha)[3]
- El lugar de los demás países en la bandera es pura coincidencia.

## Disposición de las banderas
Según el diseño de 2011, la disposición de las banderas es la siguiente:
| Suecia                          | Hungría               | Filipinas    | Mónaco                 | Namibia                      | Liberia        | Portugal            | Isla Norfolk             | Islas Marshall       | Malta                | San Marino    | Gibraltar              | Panamá         | Nueva Zelanda         | Nepal                           |
| Sierra Leona                    | Noruega               | Francia      | Liechtenstein          | Samoa                        | Islas Cook     | Guinea Ecuatorial   | Chipre                   | Bosnia y Herzegovina | Cabo Verde           | Croacia       | Macedonia del Norte    | Guernsey       | Turquía               | República Checa                 |
| Islas Salomón                   | Etiopía               | Haití        | Kirguistán             | Dominica                     | Mozambique     | Ciudad del Vaticano | Arabia Saudita           | Israel               | Palestina            | Luxemburgo    | Mongolia               | Kazajistán     | Finlandia             | Cuba                            |
| El Salvador                     | Brasil                | Costa Rica   | Eslovaquia             | México                       | Zambia         | Suazilandia         | Afganistán               | Kenia                | Líbano               | Madagascar    | Eslovenia              | Taiwán         | Belice                | Mauricio                        |
| Chad                            | Vietnam               | Guinea       | España                 | Fiyi                         | Gabón          | Estonia             | Tíbet                    | Yemen                | Kuwait               | Omán          | Siria                  | Armenia        | Kosovo                | Serbia                          |
| Camboya                         | Eritrea               | Vanuatu      | Timor Oriental         | Brunéi                       | Reino Unido    | Argentina           | Antigua y Barbuda        | Uruguay              | Trinidad y Tobago    | Jordania      | Emiratos Árabes Unidos | Túnez          | Santo Tomé y Príncipe | Andorra                         |
| Estados Federados de Micronesia | Antillas Neerlandesas | Angola       | Alemania               | Canadá                       | Irlanda        |                     |                          |                      | Nicaragua            | Bielorrusia   | Azerbaiyán             | Nigeria        | Argelia               | Uganda                          |
| Isla de Man                     | Granada               | Chile        | Australia              | China                        | Estados Unidos | Rusia               | Lesoto                   | Togo                 | Corea del Sur        | Baréin        | Groenlandia            |                |                       |                                 |
| Surinam                         | Mali                  | Birmania     | Yibuti                 | San Vicente y las Granadinas | Italia         | Barbados            | India                    | Pakistán             | Corea del Norte      | Zimbabue      | Mauritania             |                |                       |                                 |
| Kiribati                        | Georgia               | Bermudas     | Países Bajos           | Singapur                     | Guyana         | Japón               | Naciones Unidas          | Bangladés            | Guinea-Bisáu         | Bután         | Honduras               | Letonia        | Qatar                 | Colombia                        |
| Nauru                           | Congo                 | Rumania      | Paraguay               | Perú                         | Polonia        | Dinamarca           | Santa Lucía              | Marruecos            | Bulgaria             | Ruanda        | Costa de Marfil        | Isla Christmas | Sahara Occidental     | Sri Lanka                       |
| Seychelles                      | Comoras               | Turkmenistán | Moldavia               | Tanzania                     | Uzbekistán     | Somalia             | Laos                     | Malaui               | Libia                | Sudán         | Irán                   | Irak           | Guatemala             | Islandia                        |
| Aruba                           | Indonesia             | Bolivia      | Puerto Rico            | Albania                      | Senegal        | Níger               | República Centroafricana | Burundi              | Ghana                | Sudán del Sur | Egipto                 | Islas Feroe    | Camerún               | República Democrática del Congo |
| Ecuador                         | Jersey                | Jamaica      | Botsuana               | Tailandia                    | Inglaterra     | Suiza               | Maldivas                 | Benín                | República Dominicana | Ucrania       | Austria                | Lituania       | Tayikistán            | Bahamas                         |
| Tuvalu                          | Tonga                 | Gambia       | San Cristóbal y Nieves | Venezuela                    | Burkina Faso   | Grecia              | Escocia                  | Gales                | Palaos               | Montenegro    | Bélgica                | Sudáfrica      | Papúa Nueva Guinea    | Malasia                         |

Al centro está un planisferio sin fronteras, con los continentes en verde y los océanos en blanco.
| Suecia                          | Hungría               | Filipinas    | Mónaco                 | Namibia                      | Liberia        | Portugal            | Isla Norfolk             | Islas Marshall       | Malta                | San Marino    | Gibraltar              | Panamá         | Nueva Zelanda         | Nepal                           |
| Sierra Leona                    | Noruega               | Francia      | Liechtenstein          | Samoa                        | Islas Cook     | Guinea Ecuatorial   | Chipre                   | Bosnia y Herzegovina | Cabo Verde           | Croacia       | Macedonia del Norte    | Guernsey       | Turquía               | República Checa                 |
| Islas Salomón                   | Etiopía               | Haití        | Kirguistán             | Dominica                     | Mozambique     | Ciudad del Vaticano | Arabia Saudita           | Israel               | Palestina            | Luxemburgo    | Mongolia               | Kazajistán     | Finlandia             | Cuba                            |
| El Salvador                     | Brasil                | Costa Rica   | Eslovaquia             | México                       | Zambia         | Suazilandia         | Afganistán               | Kenia                | Líbano               | Madagascar    | Eslovenia              | Taiwán         | Belice                | Mauricio                        |
| Chad                            | Vietnam               | Guinea       | España                 | Fiyi                         | Gabón          | Estonia             | Tíbet                    | Yemen                | Kuwait               | Omán          | Siria                  | Armenia        | Kosovo                | Serbia                          |
| Camboya                         | Eritrea               | Vanuatu      | Timor Oriental         | Brunéi                       | Reino Unido    | Argentina           | Antigua y Barbuda        | Uruguay              | Trinidad y Tobago    | Jordania      | Emiratos Árabes Unidos | Túnez          | Santo Tomé y Príncipe | Andorra                         |
| Estados Federados de Micronesia | Antillas Neerlandesas | Angola       | Alemania               | Canadá                       | Irlanda        |                     |                          |                      | Nicaragua            | Bielorrusia   | Azerbaiyán             | Nigeria        | Argelia               | Uganda                          |
| Isla de Man                     | Granada               | Chile        | Australia              | China                        | Estados Unidos | Unión Soviética     | Lesoto                   | Togo                 | Corea del Sur        | Baréin        | Groenlandia            |                |                       |                                 |
| Surinam                         | Mali                  | Birmania     | Yibuti                 | San Vicente y las Granadinas | Italia         | Barbados            | India                    | Pakistán             | Corea del Norte      | Zimbabue      | Mauritania             |                |                       |                                 |
| Kiribati                        | Georgia               | Bermudas     | Países Bajos           | Singapur                     | Guyana         | Japón               | Naciones Unidas          | Bangladés            | Guinea-Bisáu         | Bután         | Honduras               | Letonia        | Qatar                 | Colombia                        |
| Nauru                           | Congo                 | Rumania      | Paraguay               | Perú                         | Polonia        | Dinamarca           | Santa Lucía              | Marruecos            | Bulgaria             | Ruanda        | Costa de Marfil        | Isla Christmas | Sahara Occidental     | Sri Lanka                       |
| Seychelles                      | Comoras               | Turkmenistán | Moldavia               | Tanzania                     | Uzbekistán     | Somalia             | Laos                     | Malaui               | Libia                | Sudán         | Irán                   | Irak           | Guatemala             | Islandia                        |
| Aruba                           | Indonesia             | Bolivia      | Puerto Rico            | Albania                      | Senegal        | Níger               | República Centroafricana | Burundi              | Ghana                | Sudán del Sur | Egipto                 | Islas Feroe    | Camerún               | República Democrática del Congo |
| Ecuador                         | Jersey                | Jamaica      | Botsuana               | Tailandia                    | Inglaterra     | Suiza               | Maldivas                 | Benín                | República Dominicana | Ucrania       | Austria                | Lituania       | Tayikistán            | Bahamas                         |
| Tuvalu                          | Tonga                 | Gambia       | San Cristóbal y Nieves | Venezuela                    | Burkina Faso   | Grecia              | Escocia                  | Gales                | Palaos               | Montenegro    | Bélgica                | Sudáfrica      | Papúa Nueva Guinea    | Malasia                         |